# Mythologie hittite
Vous lisez un « bon article » labellisé en 2020.

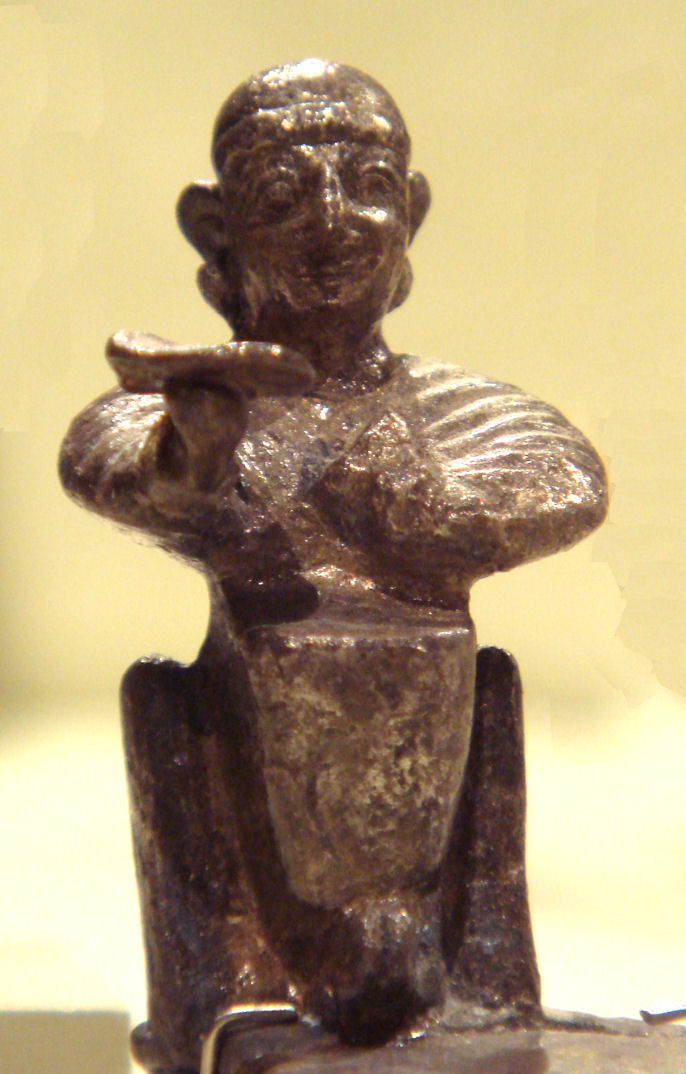
Divinité assise, Empire hittite tardif. Metropolitan Museum of Art.

La mythologie hittite comprend l'ensemble des mythes de la civilisation hittite, qui se développe au IIe millénaire av. J.-C. en Anatolie (Turquie actuelle) et forme à son apogée un puissant empire rivalisant avec l'Égypte pharaonique. Cette mythologie est documentée par des textes cunéiformes mis au jour dans la capitale de cet empire, Hattusa.
La mythologie hittite se présente comme un ensemble composite de récits, reflet de la diversité culturelle de l'Anatolie du IIe millénaire av. J.-C. Elle comprend un groupe de mythes d'origine proprement anatolienne, ayant pour personnages principaux des dieux sans doute issus en grande partie des traditions des Hattis occupant la région avant les Hittites, et préservés dans le cadre de rituels liés aux mythes. Il s'agit surtout d'un ensemble de mythes traitant d'un thème commun, celui du dieu qui disparaît et qu'il faut faire revenir pour rétablir la prospérité du pays, en premier lieu les différentes variantes du Mythe de Télipinu, ainsi que de deux mythes relatifs au combat entre le Dieu de l'Orage hittite et le serpent gigantesque, Illuyanka. 
D'autres mythes ont été introduits en Anatolie à partir d'autres régions du Proche-Orient ancien, et ont donc pour personnages principaux des dieux d'origine étrangère : surtout les mythes d'origine hourrite formant le corpus désigné comme « Cycle de Kumarbi », mais aussi des mythes d'origine levantine et mésopotamienne. 
Aucun de ces mythes n'est relatif à l'origine des dieux, du monde ou des hommes, alors que les mythes de création occupent en général une place majeure dans les mythologies antiques. À défaut d'offrir des parallèles probants avec les grands thèmes dégagés par les spécialistes de la mythologie indo-européenne, plusieurs de ces textes ont pu avoir une influence sur des mythes grecs antiques, notamment ceux rapportés par la Théogonie d'Hésiode.

Localisation des régions et principales villes de l'Anatolie hittite.

## Les mythes hittites dans leur contexte

### Définitions et contours

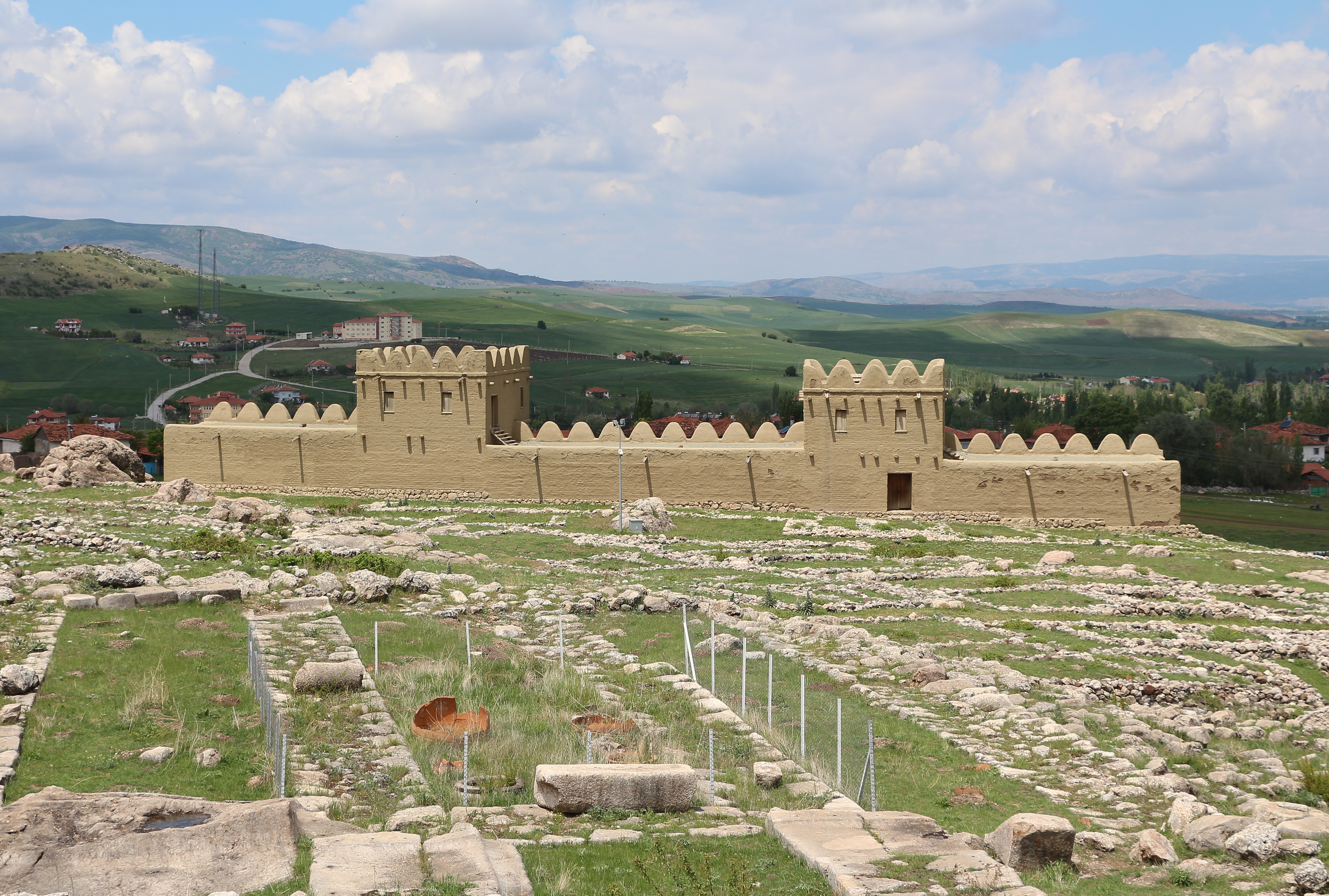
C'est dans l'ancienne capitale hittite de Hattusa, dont les restes sont aujourd'hui situés en Turquie, que sont retrouvés les textes attestant de nombreux mythes hittites.
Ci-dessus : traces de fouilles archéologiques et reconstruction contemporaine partielle des remparts de la ville.

Les mythes hittites sont connus grâce au corpus de textes littéraires et rituels exhumés au cours des fouilles des secteurs palatiaux et sacrés de l'ancienne Hattusa (l'actuel site de Boğazkale), la capitale du royaume hittite durant la majeure partie de son histoire. Elle est la manifestation de l'univers religieux de l'Anatolie du IIe millénaire av. J.-C. dans lequel se développe la civilisation hittite, qui est en fait un ensemble culturel mêlant plusieurs éléments, avec à côté des Hittites d'autres populations de langue indo-européenne (Louvites, Palaïtes) ou autres (Hattis, Hourrites). Les bibliothèques de Hattusa (avant tout celle du Grand Temple et celle du bâtiment A du palais royal) reflètent cette diversité culturelle puisqu'elle comprennent des textes dans ces différentes langues, ainsi qu'en akkadien, langue parlée en Mésopotamie, notamment à Babylone dont le rayonnement culturel est alors sans égal. Les textes littéraires hittites renvoient donc à l'influence babylonienne et aussi au rôle croissant de la culture hourrite, particulièrement affirmé durant les dernières phases du royaume, éléments qui se retrouvent dans la littérature mythologique.
Selon le spécialiste de la religion hittite Gary Beckman (en), le mythe peut être défini comme « un récit dont les faits prennent place dans un passé distant mais vaguement défini. » Cette approche permet de distinguer les mythes, ayant avant tout pour protagonistes les dieux, des épopées ou des récits folkloriques, dont les protagonistes principaux sont humains, bien que les dieux jouent souvent un rôle dans ces histoires. 
D'autres définitions plus générales des mythes, développées en dehors du contexte hittite, insistent sur leur finalité et les présentent comme un type de légende dont la fonction est « d'exprimer dramatiquement l’idéologie dont vit la société (...) de justifier enfin les règles et les pratiques traditionnelles sans quoi tout en elle se disperserait » (G. Dumézil) ou bien un « récit traditionnel avec une référence secondaire, partielle, à quelque chose qui a une importance collective » (W. Burkert).

### Des mythes aux origines variées
Le corpus des textes mythologiques retrouvés en pays hittite est particulièrement hétéroclite. Cela reflète la diversité humaine de l'Anatolie de cette époque, mosaïque ethnique et culturelle où se rejoignent des traditions d'origines diverses. Il est courant de procéder à une typologie opposant les mythes d'origine anatolienne et ceux d'origine non-anatolienne. Les premiers sont ceux proprement indigènes au pays hittite. On estime en général qu'ils sont issus du fonds religieux du peuple hatti, qui parlait une langue isolée (donc non indo-européenne à la différence de celle des populations dominant la région à l'époque hittite), et devait être implanté dans la région avant l'arrivée des peuples parlant des langues indo-européennes, tels que les Hittites et les Louvites. En tout état de cause, les études comparatives entre la mythologie hittite et le substrat mythologique des peuples de langue indo-européenne ont été peu fructueuses. La plupart de ces mythes semblent avoir été mis par écrit durant la période hittite ancienne (XVIIIe – XVIIe siècles av. J.-C.), destinés à un usage rituel et peu élaborés du point de vue littéraire. L'autre groupe de mythes est composé d'emprunts à d'autres peuples du Proche-Orient ancien qui ont fortement influencé la culture hittite : les Hourrites, qui ont exercé une forte influence sur la religion hittite durant la période impériale (XIIIe siècle av. J.-C.), avec en particulier le Cycle de Kumarbi ; les peuples du Levant ; la Mésopotamie, dont le rayonnement culturel est alors considérable. Il s'agit de textes repris tels quels ou bien traduits, en général plus élaborés du point de vue littéraire que les mythes anatoliens, mais qui n'ont sans doute pas été intégrés dans la vie religieuse hittite (il n'y a aucune indication qu'ils aient eu une fonction rituelle).

### Les dieux et les humains
Dans la théologie hittite, les dieux, qui sont les protagonistes des récits mythologiques, entretiennent avec les humains une relation qui est celle de maîtres envers leurs serviteurs. Ils résident dans les temples, construits et restaurés par les humains, où ils reçoivent de somptueuses offrandes tout au long de l'année, à l'occasion par des festivités plus importantes. Ils sont les garants de l'existence et de l'exercice de la justice et de la morale parmi l'humanité, donc ils punissent ceux qui négligent leur culte, commettent des fautes, agissent avec malveillance. Ils ne sont pas pour autant des personnages irréprochables moralement, les mythes les décrivant à plusieurs reprises sous des jours peu flatteurs, et les prières les présentent comme des maîtres pas toujours bons envers leurs fidèles. Ils peuvent négliger leurs responsabilités, et sont soumis aux mêmes émotions que les humains. Ce sont en fin de compte « des humains à plus grande échelle » (T. Bryce).
Les Hittites ne sont pas vraiment adeptes du syncrétisme, et accueillent les dieux venant de divers horizons sans chercher à les amalgamer. Leur panthéon complexe, constitué suivant leurs termes de « mille dieux », comprend des divinités reflétant la mosaïque culturelle qu'est le royaume hittite, vénérées à l'origine par les Hattis, les Louvites, les Palaïtes, les Hourrites, et aussi des dieux venus de Syrie et de Mésopotamie. Le panthéon hittite comprend ainsi plusieurs divinités ayant les mêmes attributs, ce qui se voit surtout par la multiplicité de dieux de l'Orage mentionnés dans leurs textes, distingués en général par leur lieu d'origine (Hatti, Nerik, Zippalanda, Alep), parfois par un attribut plus spécifique (l'éclair). Il est dominé par des divinités solaires, peu présentes dans les mythes, à commencer par la Déesse-soleil d'Arinna, et par des dieux de l'Orage, en premier lieu le Dieu de l'Orage du Hatti, figure royale qui occupe les premiers rôles dans plusieurs mythes. D'autres entités divines importantes sont les montagnes divinisées, comme le Mont Hazzi qui est le lieu de l'affrontement entre Ullikummi et Teshub dans le cycle de Kumarbi, ou encore l'ensemble de divinités protectrices désignées dans les textes par le sumérogramme LAMMA (ou KAL), le dieu agraire Télipinu surtout connu par les mythes et rituels le concernant, des déesses d'origine hattie (le trône divinisé Halmasuit, la déesse de la magie Kamrusepa, Inara qui est associée à la nature), etc. Les hypostases de la déesse mésopotamienne Ishtar et de son pendant hourrite Shaushga, occupent aussi une position importante. La seule tentative officielle de mise en ordre du panthéon est tardive, datée des règnes de Hattusili III et Tudhaliya IV. Elle est notamment caractérisée par une « hourritisation » culturelle avec notamment la mise en avant du dieu de l'Orage hourrite Teshub, assimilé au grand Dieu de l'Orage hittite. La présence du cycle de Kumarbi, de tradition hourrite, dans les bibliothèques royales hittites reflète probablement ce phénomène.

### Mythes et rituels

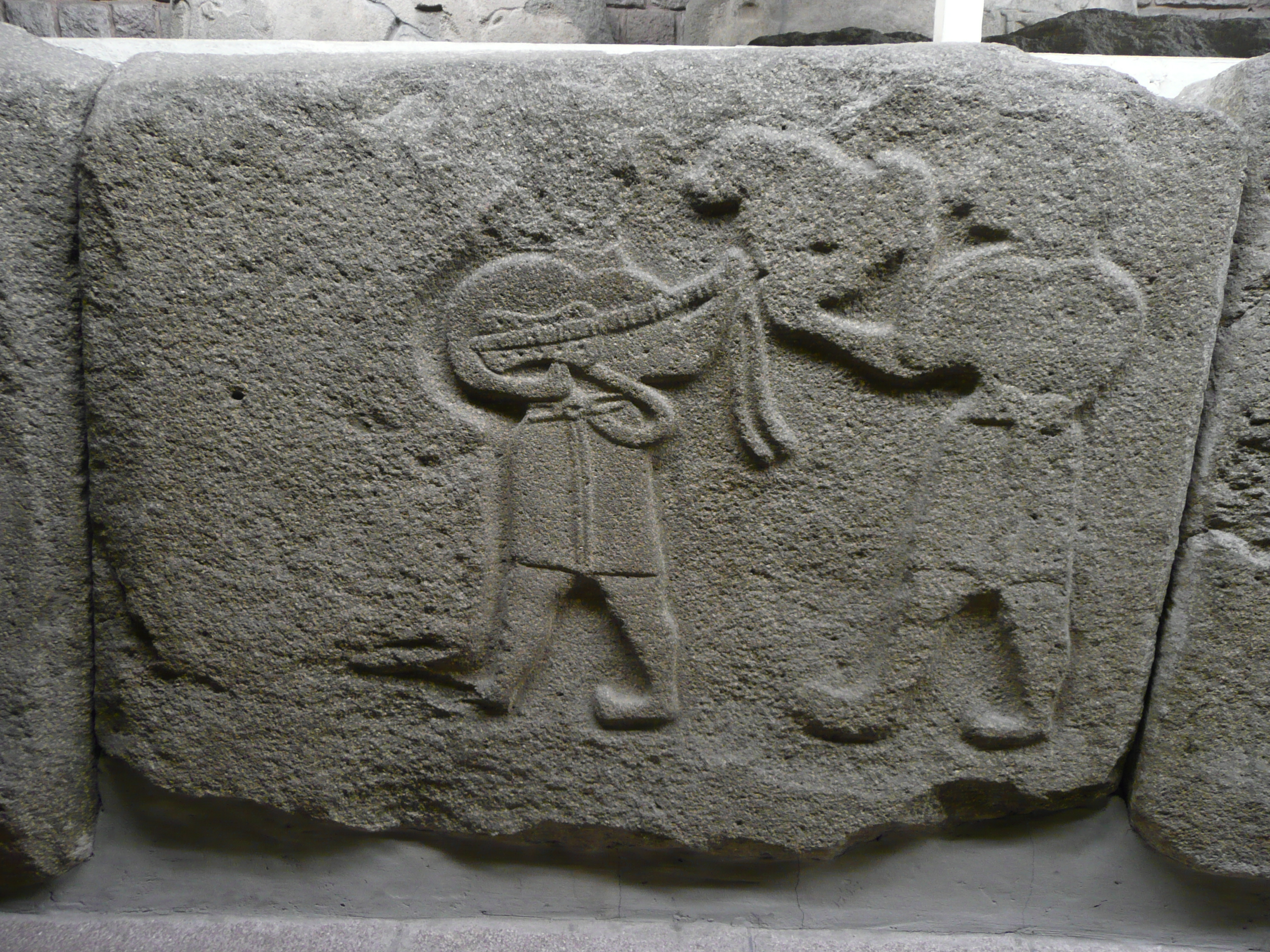
Musiciens, scène de fête religieuse des bas-reliefs d'Alacahöyük, Musée des civilisations anatoliennes d'Ankara.

Les questionnements sur les relations entre mythe et rites sont récurrents dans les études relatives aux mythologies antiques. Dans le cas des textes mythologiques anatoliens le contexte de rédaction est bien rituel, même si ces récits ont sans doute une origine plus ancienne. Ces mythes ont donc été préservés parce qu'ils sont récités lors de rituels, notamment lors des grandes fêtes qui scandent le calendrier cultuel du royaume hittite. Ils ont pour but de renforcer l'efficacité de ces rites, accomplis pour résoudre des problèmes auxquels les mythes font d'une manière ou d'une autre référence. Le mythe d'Illuyanka est ainsi récité au moins lors de la grande fête printanière appelée Purulli symbolisant le retour de la fertilité, permise par la défaite du monstre éponyme. Dans les mythes sur le thème du dieu disparu, comme les variantes du Mythe de Télipinu, le rôle de la déesse de la magie Kamrusepa dans le récit renvoie à celui de la prêtresse chargée d'accomplir le rituel. Les rituels décrits dans ces mythes recourent à la magie de type analogique, courante dans les rites de purification hittites durant lesquels on utilise des objets avec lesquels sont réalisées des actions symbolisant l'effet que l'on veut obtenir : dans une des variantes du Mythe de Télipinu, il est ainsi prescrit de brûler des broussailles afin que la colère du dieu brûle également et disparaisse et ainsi assurer le retour d'un état normal dans le pays :

« J'ai fait un feu au-dessus de Télipinu d'un côté et j'ai fait un feu de l'autre côté. J'ai retiré du corps de Telepinu le mal, j'ai pris sa faute, j'ai pris sa colère, j'ai pris son courroux, j'ai pris son warku, j'ai pris sa rage. Télipinu est en colère. Son esprit (et) ses entrailles ont été étouffés dans les broussailles. Tout comme on a brûlé ces broussailles, que la colère, le courroux, la faute (et) la rage de Télipinu brûlent de même ! »

— Incantation à prononcer lors d'un rituel de magie analogique destiné à apaiser le dieu Télipinu, version 1 du Mythe de Télipinu.
Ces textes ne sont pas seulement déclamés, ils sont aussi accompagnés de musique afin de renforcer leur efficacité magique, ce qui en fait de véritables spectacles visuels et sonores. Les récits du Cycle de Kumarbi, présentés comme des « chants » (hittite ishamai-, sumérogramme SÌR) sont rédigés dans un style poétique et manifestement destinés à être chantés devant une audience, sans qu'on ne leur connaisse d'utilisation rituelle.

## Les mythes anatoliens

### Le mythe de Télipinu et le thème du dieu qui disparaît

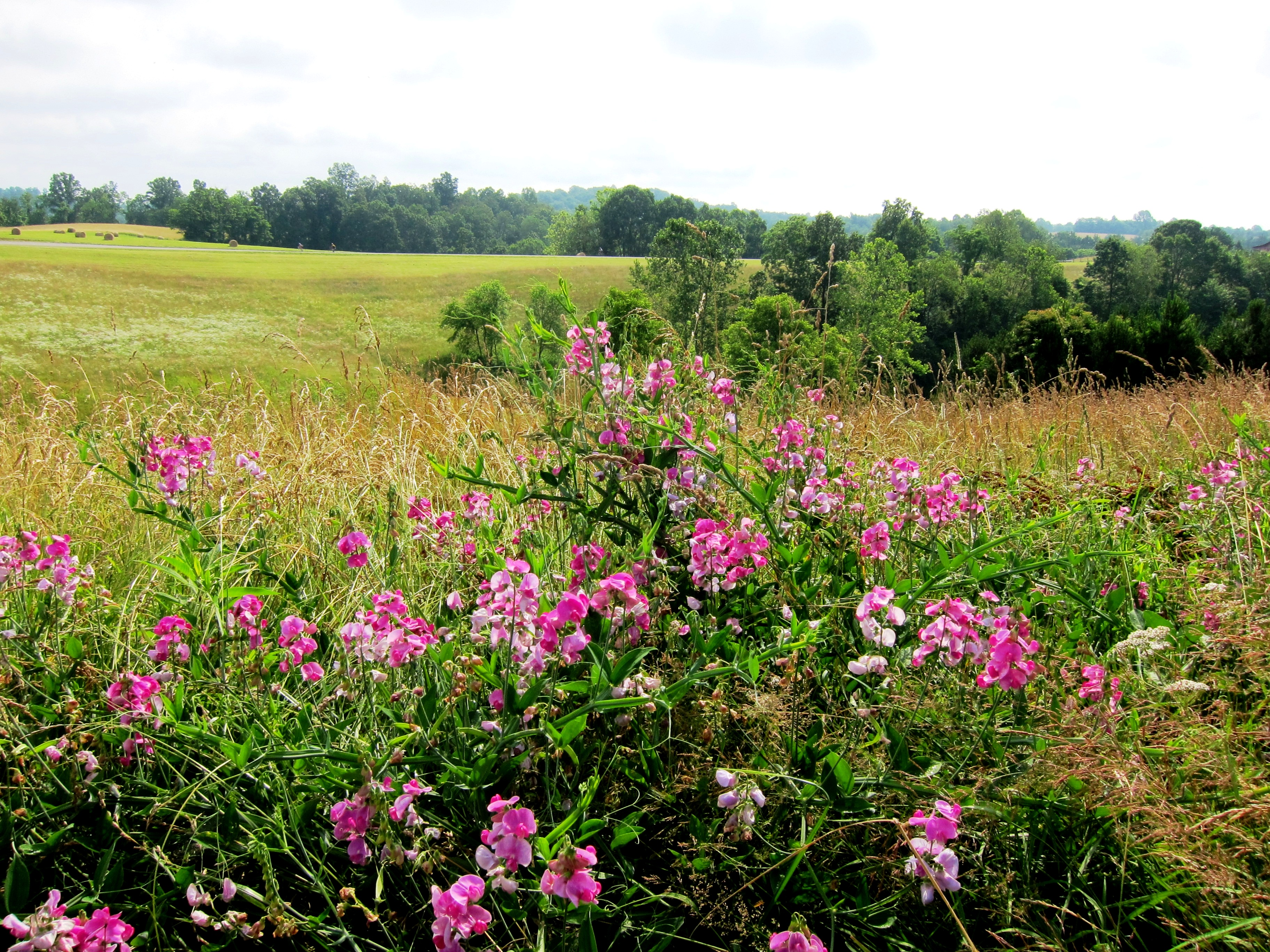
Le dieu agraire Télipinu est souvent associé à des mythes où sa disparition entraîne une perte de fertilité du pays : seul son retour peut relancer la croissance des végétaux et ainsi éviter la famine des hommes.

Une douzaine de mythes hittites, souvent connus seulement par des fragments, relèvent du thème du « dieu qui disparaît », qui occupe donc une part prépondérante dans le corpus connu des mythes anatoliens. Il s'agit dans plusieurs cas du dieu agraire Télipinu, fils du Dieu de l'Orage, ce qui fait que ces mythes lui sont souvent associés. Mais on rencontre d'autres protagonistes : plusieurs dieux de l'Orage, le Dieu-Soleil, et d'autres déesses (Inara, Hannahanna). La trame du récit est similaire : la divinité est en colère et décide de s'exiler dans le monde sauvage, ce qui entraîne la perte de la fertilité du pays, la famine frappant alors les hommes et les dieux. Dans un mythe de la disparition du Dieu-Soleil, c'est un démon personnifiant le gel, Hahhima, qui immobilise le pays. Les efforts des dieux pour retrouver le dieu fugueur sont infructueux, et dans plusieurs de ces mythes c'est l'intervention décisive de la déesse-mère Hannahanna qui permet de résoudre le problème en dépêchant une abeille qui retrouve le dieu et le ramène. S'ensuit un rituel de magie de type analogique, accompli dans le récit par la déesse de la magie Kamrusepa, qui guide celui qui doit être accompli lors de la cérémonie à laquelle le texte est destiné, afin d'apaiser le dieu disparu et d'assurer le retour du dieu boudeur et avec lui celui de la prospérité dans le pays. 

« Télipinu partit (et) emporta (avec lui) le grain, Immarni (personnification de la steppe ?), la croissance, la pousse (des végétaux) et la satiété ; (il les emporta) dans la steppe, la prairie et les marécages. Télipinu partit se cacher dans un marécage. De l'algue poussa sur lui. À la suite de cela, l'orge (et) l'épeautre ne poussaient plus, le gros, le petit bétail (et) les mortels ne concevaient plus et elles qui étaient pleines n'accouchaient pas. Les montagnes se desséchèrent, les arbres se desséchèrent si bien que les bourgeons n'apparaissaient plus. Les pâturages se desséchèrent, les sources se desséchèrent. Dans le pays, la famine survint. Mortels et dieux mouraient de faim. »

— La désolation après le départ du dieu Télipinu, version 1 du Mythe de Télipinu.
Ces mythes s'inscrivent dans un contexte rituel, celui des mugawar, invocations directes d'une divinité à apaiser. Les passages rituels des mythes du dieu disparu consistent en des rituels de purification visant à assurer le retour du dieu disparu. Ces mythes et les rituels liés ont généralement été interprétés suivant une approche naturaliste : ils seraient liés au cycle des saisons, au retour de la fertilité (suivant un topos proche de celui du « dieu qui meurt et qui renaît » frazérien). Mais le lien entre ces mythes et la fertilité n'est pas systématique, puisqu'un d'entre eux semble renvoyer à un rituel d'accouchement. De plus, dans un récit de la disparition du Dieu-Soleil, ce n'est pas la famine qui frappe les hommes mais la folie. Et même si la plupart de ces mythes sont liés à la fertilité, la disparition et le retour du dieu ne sont jamais présentés suivant un principe cyclique. Les rituels pourraient donc être destinés à être accomplis durant des temps de crises, quelles qu'elles soient, dont l'origine est attribuée à une décision divine suivant la pensée de l'époque, et servir à restaurer l'ordre en apaisant les dieux. Ces mythes ont de ce fait pu être reliés à d'autres textes comme les prières de Mursili II face à la peste, dans lesquels des fautes rituelles ou morales des hommes causent le départ des dieux, ce qui entraîne une série de malheurs pour le royaume hittite. Il faut alors faire revenir les dieux par des rituels magiques appropriés. Une interprétation différente voit en Télipinu un dieu fondateur, et fait donc du Mythe de Télipinu un récit de fondation de la royauté hittite, qui a lieu au retour du dieu ; cela inciterait à voir en Télipinu une possible origine au dieu grec Apollon dans sa fonction fondatrice (archégète).
D'autres textes rituels et mythologiques abordent des sujets proches du thème du dieu qui disparaît. Ainsi, deux rituels relevant du culte de la cité sainte de Nerik renvoient à la disparition aux Enfers du Dieu de l'Orage tutélaire de la cité (par ailleurs déjà présent dans des récits de dieu qui disparaît), et l'autre à sa disparition dans des rivières d'où il est tiré par des rivières divinisées. 
Le mythe Télipinu et la Fille de la Mer, seulement connu dans un état très fragmentaire mais dont la trame reste intelligible, aborde également le même thème (on retrouve les mêmes protagonistes dans un des mythes relatifs à la disparition du Dieu-Soleil). Le Dieu-Soleil a été vaincu et capturé par la Mer, et le monde terrestre sombre dans l'obscurité. Seul Télipinu accepte de se rendre auprès de la Mer, qui prend peur de lui et lui restitue le Dieu-Soleil en même temps qu'il lui accorde la main de sa fille. La fin du texte voit la Mer se rendre auprès du Dieu de l'Orage, père de Télipinu, pour lui réclamer le « prix de la mariée », ce qui renvoie aux traditions matrimoniales du pays hittite,.
La Lune tombée du Ciel est un court mythe connu par une version bilingue hatti-hittite, ce qui semble l'ancrer dans une tradition très ancienne. Il renvoie à la thématique du dieu perdu et du dieu à apaiser : le Dieu-Lune est tombé sur terre, et est poursuivi par le Dieu de l'Orage qui fait s'abattre sur lui des averses qui le plongent dans un état d'anxiété ; les déesses Hapantali et Kamrusepa interviennent pour apaiser le Dieu de l'Orage, ce qui ouvre sur un rituel, destiné suivant les termes du texte à être pratiqué « quand le Dieu de l'Orage tonne de façon effrayante », peut-être voué à combattre l'anxiété,.

### Le mythe d'Illuyanka

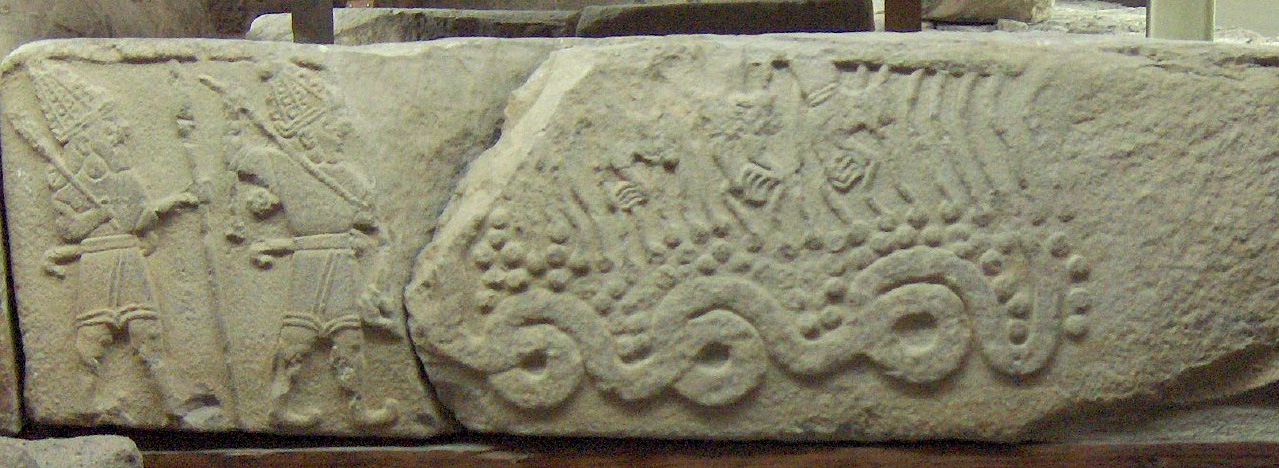
Le Dieu de l'Orage du Hatti accompagné d'un autre dieu (Sharruma ?) tuant le serpent Illuyanka, ou Hedammu. Bas-relief néo-hittite d'Arslantepe (850-800 av. J.-C.), Musée des civilisations anatoliennes d'Ankara.

Le Mythe d'Illuyanka est connu par deux versions d'époques différentes, mais rapportées sur des mêmes tablettes, et prenant place au sein d'une description du rituel de la fête Purulli, qui a lieu dans la ville sainte de Nerik. Illuyanka est un serpent gigantesque qui défait le Dieu de l'Orage au début du mythe. Ce dernier cherche alors à prendre sa revanche. Dans la version ancienne, il fait appel à d'autres dieux et reçoit l'aide de sa fille la déesse Inara. Elle fomente une ruse avec l'aide d'un humain nommé Hupasiya qu'elle s'est rallié en acceptant de coucher avec lui. Elle invite Illuyanka et ses fils à une fête durant laquelle elle les enivre, avant que l'humain ne les ligote, ce qui permet au Dieu de l'Orage de les tuer. La suite du récit, lacunaire, se focalise sur la relation entre Inara et Hupasiya, la déesse interdisant à ce dernier de voir sa femme et ses enfants, le séparant ainsi du monde des mortels. Dans la version récente, Illuyanka a pris le cœur et les yeux du Dieu de l'Orage après sa victoire initiale. Ce dernier prépare une vengeance sur plusieurs années. Il s'unit avec une humaine avec laquelle il a un fils, qu'il envoie une fois jeune adulte se marier à la fille d'Illuyanka. Il lui demande d'obtenir en présent de mariage son cœur et ses yeux, qu'il récupère pour pouvoir tuer le serpent, en même temps que son fils qui s'était rangé du côté d'Illuyanka.

« [D’abord] le serpent  vainquit  [le  dieu  de  l’Orage]  et  prit  [son cœur et ses yeux] et le dieu de l’Orage [eut peur ?] de lui. Aussi il prit comme épouse la fille d’un pauvre homme et engendra un fils. Quand (le fils) eut grandi, il prit la fille du serpent comme femme. 
Le dieu de l’Orage lui donna ces instructions avec insistance : « Quand tu iras vivre dans la maison de ta femme, demande-leur (mon) cœur et mes yeux (comme dot) ». Aussi quand il y alla, il leur demanda le cœur et ils le lui donnèrent. Après il leur demanda les yeux et ils les lui donnèrent. Il les apporta à son père, le dieu de l’Orage, et le dieu de l’Orage reprit (son) cœur et ses yeux. 
Quand il fut à nouveau valide dans son corps comme auparavant, il alla de nouveau à la mer pour livrer bataille. Quand il lui livra bataille, et quand il fut sur le point de vaincre le serpent, le fils du dieu de l’Orage était avec le serpent et appela son père dans le ciel : « Inclus-moi avec eux ; n’aie pas pitié de moi. » Aussi le dieu de l’Orage les tua (tous les deux) le serpent et son propre fils. »

— Version récente du Mythe d'Illuyanka.
L'interprétation de ce mythe n'est pas aisée. On a souligné que le rôle du Dieu de l'Orage n'était ni glorieux ni honorable, puisqu'il triomphe par la ruse en faisant fi des principes de l'hospitalité et du mariage. On a aussi pu s'intéresser aux relations entre dieux et humains, unis pour triompher contre le serpent, mais à chaque fois avec une contrepartie néfaste pour l'humain, fatale pour le fils du Dieu de l'Orage dans la version récente. Dans la version ancienne, Hupasiya pourrait symboliser la figure royale, par sa relation privilégiée à la déesse Inara qui en fait un humain à part des autres. Ce mythe peut par ailleurs être replacé dans la thématique courante dans le Proche-Orient ancien de lutte entre un dieu souverain et un monstre symbolisant le chaos et la destruction, dont la défaite permet le retour de la prospérité (la régénération étant apparemment le thème principal de la fête Purulli). Cette lutte pourrait également symboliser un conflit pour la maîtrise des eaux nécessaires à la fertilité, ou renvoyer aux combats entre les Hittites et leurs ennemis Gasgas qu'ils voyaient comme des « Barbares ». Le rôle majeur que joue la déesse Inara dans la version ancienne est également un point d'intérêt. Ce mythe présente par ailleurs des ressemblances frappantes avec le mythe grec de Zeus combattant Typhon, dont il pourrait être à l'origine.

### Autres mythes et fables intégrant des éléments mythologiques
D'autres textes classés habituellement dans la catégorie des rituels, en dépit des nombreuses imbrications entre ceux-ci et les mythes, contiennent des allusions à des récits mythologiques. Un rituel bilingue hatti-hittite relate ainsi la construction par le Dieu-Soleil de sa maison, renvoyant manifestement à la construction d'un palais par le roi. Un autre rapporte une discussion entre ce dieu et d'autres divinités à propos du destin des humains.
Des textes relevant plutôt de la catégorie des fables font intervenir les dieux. C'est le cas de deux récits n'en ayant peut-être formé qu'un seul à l'origine, celui d'Appu et ses deux fils, et celui du Dieu de l'Orage, de la vache et du pêcheur. Le premier relate comment le riche Appu, désolé de ne pas avoir d'enfants, se tourne vers le Dieu-Soleil qui lui accorde des enfants, qui par la suite se disputent son héritage, et il est fait appel au Dieu-Soleil et à la Dame de Ninive (Ishtar) pour résoudre la question, la fin du texte étant perdue. Le second rapporte comment le Dieu-Soleil s'unit à une vache qui lui donne un enfant humain, qu'elle abandonne mais qui est sauvé par un pêcheur ; la seconde partie du texte est perdue,.
Un autre récit légendaire est intégré à un ensemble de récits sur les relations entre Hattusa et Zalp(uw)a. Il relate comment la reine de la cité de Kanesh/Nesha a eu trente fils en une année, qu'elle décide d'abandonner en les plaçant dans des jarres qu'elle jette dans un fleuve. Ils sont sauvés par les dieux et arrivent à Zalpuwa, où ils grandissent. La reine donne ensuite naissance à trente filles, qu'elle décide cette fois-ci d'élever. Plus tard les fils font route vers Nesha où les habitants leur apprennent que la reine a trente filles et qu'elle a eu par le passé trente fils qui ont disparu. Ils réalisent alors que c'est leur mère, mais les dieux placent un sortilège sur eux qui fait que leur mère ne peut les reconnaître, et celle-ci décide de leur donner ses trente filles en mariage. Manifestement eux aussi ensorcelés, les fils n'objectent pas, sauf le plus jeune qui réalise que c'est un acte impie. La tablette étant brisée après cela, le récit est interrompu sans que la fin ne soit connue,.

« La reine de Kanesh mit au monde au cours d’une seule année trente fils. Elle parla précisément ainsi : “Quel walkuwan (prodige ?) ai-je enfanté ?” Elle remplit des récipients avec de l'huile, elle plaça ses fils dedans et les abandonna dans le fleuve. Le fleuve les transporta à la mer au pays de Zalpuwa. Mais les dieux sortirent les enfants de la mer et les firent grandir.
Lorsque des années passèrent, la reine mit encore au monde trente filles. Elle les fit elle-même grandir. Les fils retournent vers Nesha. (…) Voici ce que dirent les fils : “Là où nous avons regardé, une femme met au monde un enfant dans l’année, mais nous, elle nous a mis au monde en une fois”. Ainsi parlent les habitants de la ville : “Notre reine de Kanesh a mis au monde trente filles en une seule fois, mais les fils ont disparu”. Alors les fils parlèrent dans leur cœur : “Nous avons trouvé notre mère que nous cherchons sans cesse. Venez ! Nous allons à Nesha !”
Comme ils se rendaient à Nesha, les dieux leur mirent une autre personnalité si bien que leur mère ne les reconnaît pas. Et elle donna ses filles à ses fils. Les premiers fils ne reconnurent pas leurs sœurs. Mais le dernier [....] : “Nous prenons nos sœurs ! Ne commettez pas un tel outrage ! Cela n’est pas permis ! Et ne nous unissons pas à elles !” »

— La légende de la reine de Kanesh.

### Cosmogonie et cosmologie
Les mythes anatoliens connus n'évoquent pas les thèmes de la création du Monde et de l'homme, pourtant majeurs dans la plupart des autres traditions mythologiques. Un texte rituel comprend une incantation décrivant peut-être le processus de création du monde : « Le croissant de lune se lève. L'obscurité (engendre) la Terre, et la lumière donne naissance aux étoiles. » Les conceptions syro-mésopotamiennes sur la création du monde par la séparation du Ciel et de la Terre ont été introduites en pays hittite, puisqu'elles se retrouvent au moins dans le récit hourrite du Chant d'Ullikummi (voir plus bas), dans lequel Ea procure à Teshub la scie qui a permis la séparation. Les Hittites conçoivent manifestement l'Univers comme divisé entre un monde céleste et un monde d'En-bas comprenant le monde souterrain des Enfers.

## Les mythes d'origine non-anatolienne

### Le cycle de Kumarbi et autres mythes hourrites
Le cycle de Kumarbi, tel qu'il a pu être dénommé par les chercheurs modernes, regroupe plusieurs mythes d'origine hourrite relatifs aux triomphes du Dieu de l'Orage (qui apparaît ici sous sa dénomination hourrite, Teshub) qui lui permettent d'asseoir sa suprématie sur le monde divin, en particulier contre son rival Kumarbi qui tente à plusieurs reprises de le faire renverser. Il s'agit d'un ensemble d'au moins cinq textes, sans doute plus, regroupés par les spécialistes modernes car ils sont généralement tenus pour constituer un ensemble narratif cohérent. Mais il n'est pas assuré que la situation ait été aussi simple dans l'Antiquité ; A. Polvani préfère y voir plusieurs cycles mythologiques.
Le premier texte, le Chant de Kumarbi ou Chant de la Royauté du Ciel, en hittite Chant de l'émergence, commence par décrire comment plusieurs dieux se supplantent successivement au rôle de roi des Cieux. Le dieu Alalu est d'abord défait par le dieu céleste Anu, qui est vaincu à son tour par Kumarbi, qui avale ses testicules. Par cet acte il devient imprégné de la semence du vaincu et donne naissance à plusieurs divinités, dont Teshub, qui le supplante dans le passage perdu du texte. Les récits suivants décrivent comment Kumarbi tente de renverser Teshub en lui opposant plusieurs antagonistes, qui donnent leurs noms aux textes. Le premier est le Chant de LAMMA (une divinité tutélaire), qui devient roi des dieux mais finit par perdre leur appui. Là encore la fin du texte, perdue, doit voir Teshub triompher de son adversaire après avoir subi une défaite initiale. Le Chant de l'Argent, préservé dans un état encore plus fragmentaire, devait suivre une trame similaire, voyant Teshub triompher de l'Argent personnifié, fils de Kumarbi et d'une mortelle. Mieux préservé, le Chant de Hedammu voit Teshub être menacé par le serpent Hedammu, une autre créature engendrée par Kumarbi, qui est séduit puis vaincu par la déesse Shaushga, sœur de Teshub. Le Chant d'Ullikummi, récit le mieux préservé du cycle, oppose à Teshub le géant Ullikummi, né de l'union de Kumarbi avec un rocher. Ullikummi croît de manière démesurée et résiste à toutes les tentatives des dieux de le vaincre, y compris aux charmes de Shaushga puisqu'il est aveugle et sourd, avant que Teshub ne parvienne à le défaire avec l'appui d'Ea qui s'est rallié à lui. Parmi les autres récits qui sont peut-être à rattacher à cet ensemble, le Chant de la Mer raconte le combat de Teshub contre la Mer.

« Neuf années durant, Alalu fut roi dans le ciel, mais la neuvième année Anu livra bataille à Alalu. Il le vainquit, Alalu. Il (Alalu) s'enfuit face à lui et descendit dans la Terre Sombre. Il descendit dans la Terre Sombre, tandis qu'Anu s'assit sur son trône. Anu était assis sur son trône et le puissant Kumarbi lui donnait à boire ; il se prosternait à ses pieds. Il plaçait les coupes à boire dans sa main. Neuf années durant, Anu fut roi dans le ciel, mais la neuvième année Anu livra bataille à Kumarbi ; Kumarbi, le descendant d'Alalu, livra bataille à Anu. Il ne supportait plus le regard de Kumarbi, Anu. Il s'échappa hors du contrôle de Kumarbi. Il s'enfuit, Anu. Il alla au ciel. Il le rejoignit, Kumarbi, et l'attrapa (par) les pieds, Anu. Il le tira vers le bas hors du ciel. Il (lui) mordit les parties génitales (et) sa virilité se fondit avec l'intérieur de Kumarbi comme du bronze. »

— Le combat d'Anu et de Kumarbi, dans le Chant de Kumarbi.

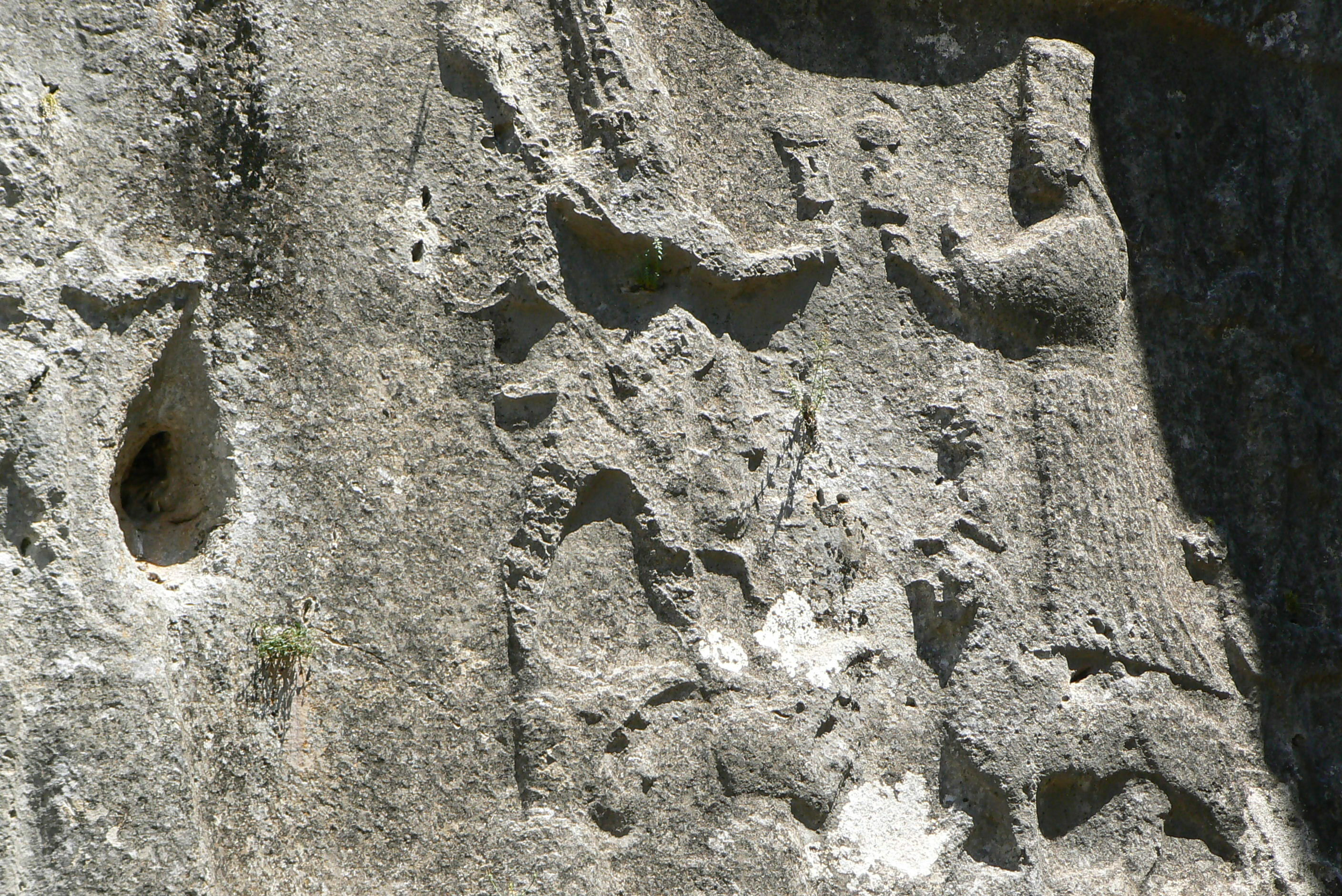
La rencontre du dieu Teshub et de sa parèdre Hebat, bas-relief de la chambre A de Yazılıkaya,

Ce cycle est particulièrement intéressant car il s'agit de la seule documentation notable sur la mythologie hourrite. On y retrouve une forte empreinte des traditions religieuses syriennes et mésopotamiennes qui ont fortement influencé la culture hourrite. En pays hittite, il présente la particularité de n'être pas directement relié à des rituels, ce qui pose la question de sa fonction auprès de l'audience de ce pays. On a pu proposer que ces textes aient avant tout le rôle de « belles-lettres », appréciés pour leurs qualités littéraires et pour leur utilité pour les exercices scribaux. Dans l'aire géographique syro-levantine et même mésopotamienne, les mythes similaires appuient la théologie politique : il s'agit de récits supportant la royauté, le dieu de l'Orage étant dans les contrées syriennes un dieu souverain, dont le prestige s'appuie notamment sur son triomphe face à la Mer divinisée symbolisant le chaos (Épopée de la Création à Babylone, Cycle de Baal à Ugarit, combat de Yahweh contre le Léviathan dans l'Israël antique),. Les mythes hourrites ont sans doute été introduits en pays hittite durant la fin de la période impériale (XIIIe siècle av. J.-C.), sous les règnes de Hattusili III et Tudhaliya IV, rois qui procèdent à une politique de « hourritisation » du panthéon officiel hittite, qui se remarque en particulier dans le sanctuaire rupestre de Yazılıkaya, où Teshub est assimilé au Dieu de l'Orage hittite et joue le premier rôle. Dans ce contexte, les textes du cycle de Kumarbi qui glorifient Teshub fournissent une explication à l'organisation de ce panthéon, à sa hiérarchie et son organisation fonctionnelle, et ont sans doute fait l'objet de récitations publiques (ils sont définis comme des « chants »).
Ce cycle a surtout retenu l'attention pour les parallèles qu'il présente avec des récits de la mythologie grecque : la succession des dieux dans le Chant de Kumarbi a été rapprochée de celle présentée dans la Théogonie d'Hésiode ; Ullikummi a pu être rapproché du géant Atlas, et son combat contre Teshub de celui de Zeus contre Typhon.
Le Chant du Retour, autre récit hourrite, indépendant du Cycle de Kumarbi, comprend des passages mythologiques. Il est connu par une version hourrite et sa traduction en hittite. Il comprend des récits concernant Teshub, notamment un dans lequel il est reçu pour un banquet par Allani la déesse des Enfers, des paraboles morales, ainsi qu'une légende sur un conflit qui a lieu dans la cité syrienne d'Ebla,. Ces récits ont apparemment pour point commun de définir les bonnes et les mauvaises conduites.

### Les mythes syro-levantins
Des mythes originaires de Syrie occidentale ou du Levant avaient également été introduits dans les bibliothèques hittites, mais ils ne sont connus que par des fragments de tablettes. Le mieux conservé est celui d'Elkunirsha et Ashertu, inconnu par ailleurs mais dont les protagonistes sont les divinités principales des cités de Syrie contemporaines de l'empire hittite : le dieu El « Créateur de la Terre » (qône eretz), son épouse Asherah/Ashertu, Baal le dieu de l'Orage, sa sœur la déesse Anat/Astarté. La trame de l'histoire est similaire à celle du récit biblique de Joseph et Potiphar : Ashertu tente de séduire Baal qui la rejette, puis le calomnie auprès de son époux El pour chercher à se venger, mais Anat/Astarté intervient pour tenter de sauver son frère. Des textes trop fragmentaires pour être bien compris pourraient par ailleurs appartenir au Cycle de Baal connu à Ugarit.

### Les mythes et épopées mésopotamiens
Plusieurs textes de la littérature mésopotamienne avaient également été intégrés dans les bibliothèques hittites, parmi lesquels des récits bien connus sur les sites mésopotamiens : le mythe Atrahasis, dont on dispose d'une version en akkadien et d'un fragment de traduction en hittite, ainsi que l’Épopée de Gilgamesh connue par plusieurs fragments de tablette en akkadien ainsi qu'une version en hittite (qui porte le titre « Chant de Gilgamesh », suivant une terminologie reprise des mythes hourrites).

### Civilisation hittite
- [Bryce 2004] (en) Trevor Bryce, Life and Society in the Hittite World, Oxford et New York, Oxford University Press, 2004. .
- [Collins 2007] (en) Billie Jean Collins, The Hittites and their world, Atlanta, Society of Biblical Literature, coll. « Archaeological and Biblical Series », 2007. .

### Introductions
- [Beckman 1997] (en) Gary Beckman (en), « Mythologie (Bei den Hethitern) », dans Reallexikon der Assyriologie und Vorderasiatischen Archäologie, vol. VIII (7/8), Berlin, De Gruyter, 1997, p. 564-572. .
- [Beckman 2005] (en) Gary Beckman, « Hittite and Hurrian Epic », dans John Miles Foley (dir.), A Companion to Ancient Epic, Malden et Oxford, 2005, p. 255-263. .

### Traductions de mythes hittites
- [Vieyra 1970] Maurice Vieyra, « Les textes hittites », dans René Labat, André Caquot, Maurice Sznycer et Maurice Vieyra, Les religions du Proche-Orient asiatique, Textes babyloniens, ougaritiques, hittites, Paris, Fayard, 1970, p. 459-566. .
- [Hoffner 1998] (en) Harry A. Hoffner Jr., Hittite Myths, Atlanta, Scholars Press, coll. « SBL Writings from the Ancient World », 1998. .
- [Mouton 2016] Alice Mouton, Rites, mythes et prières hittites, Paris, Le Cerf, coll. « Littératures anciennes du Proche-Orient », 2016, p. 439-521. .

### Autre bibliographie
- (en) David Adams Leeming (en), « Hittite-Hurrian Mythology », dans The Oxford Companion to World Mythology, Oxford University Press, 2005 (ISBN 9780195156690, lire en ligne), p. 185-187